# IMO-nummer

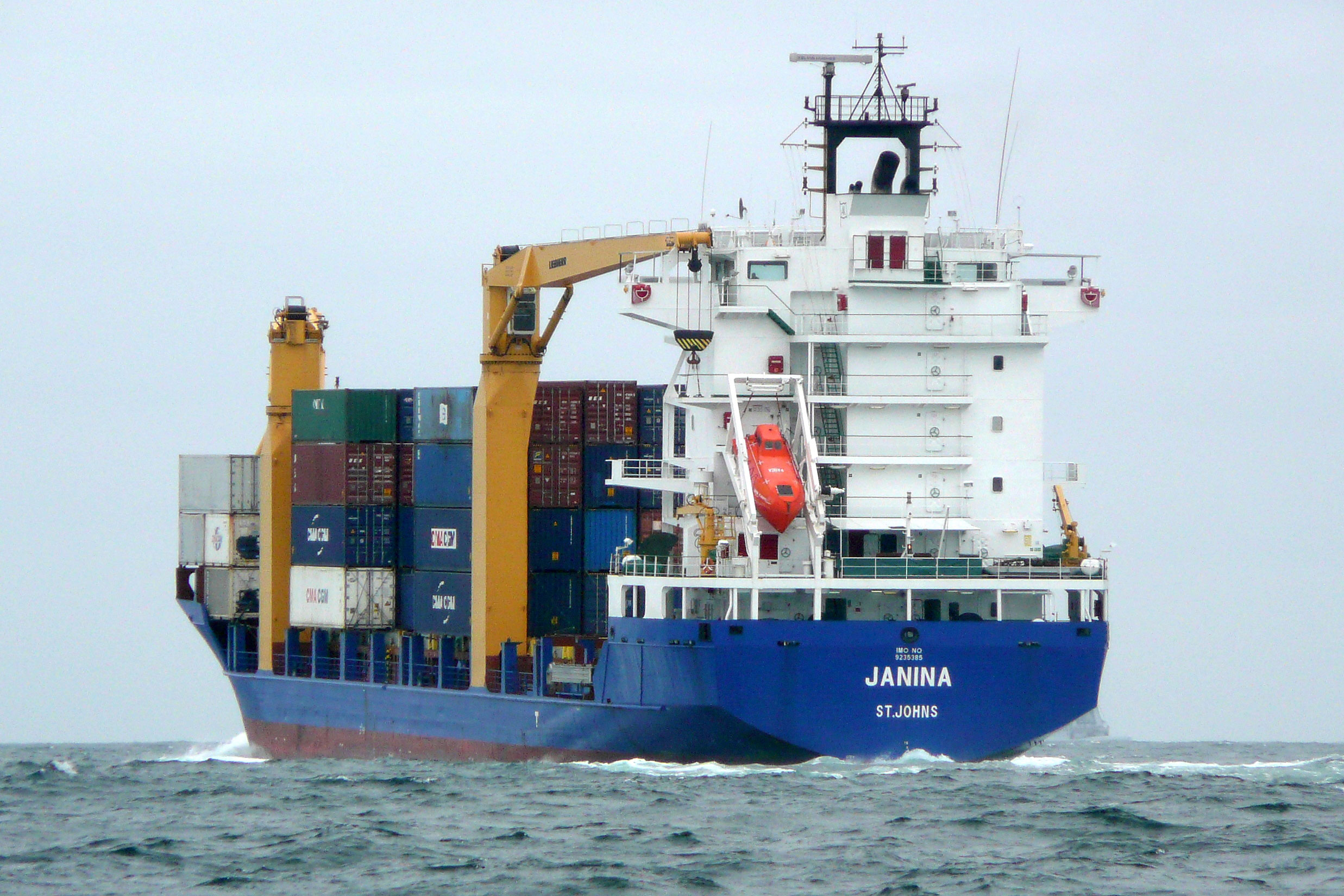
Een containerschip met IMO-nummer 9235385

Het IMO-nummer is een scheepsidentificatienummer dat bestaat uit de drie letters "IMO" (voor International Maritime Organization) gevolgd door een zevencijferig getal, dat wordt verstrekt door Lloyd's Register bij de bouw van een zeeschip. Het is gebaseerd op IMO-Resolutie A.600(15), SOLAS hoofdstuk XI, verordening 3. De lijst met schepen wordt jaarlijks gepubliceerd door uitgever Lloyd's Register-Fairplay. Dit is de enige instantie die de nummers mag uitgeven. Het is een uniek zevencijferig nummer, dat wordt toegekend aan schepen met mechanische voortstuwing, zeegaande handelsvaartuigen van 100 ton en groter, bij het leggen van de kiel, met uitzondering van:
- vissersvaartuigen
- schepen zonder mechanische voortstuwing
- plezierjachten
- schepen voor speciale doeleinden (bijvoorbeeld lichtschepen, Search And Rescue vaartuigen)
- draagvleugelschepen, luchtkussenvaartuigen
- drijvende droogdokken en vergelijkbare constructies
- oorlogsschepen en troepentransportvaartuigen
- houten schepen

Het nummer wordt toegekend aan het totaal van de romp, inclusief de machinekamer, en is het bepalende element als daar secties worden aangebouwd.

## Geschiedenis
Het systeem van scheepsidentificatienummers werd geïntroduceerd in 1987 via het aannemen van resolutie A.600(15):
- ter vergroting van de maritieme veiligheid,
- ter voorkoming van vervuiling op zee
- ter voorkoming van maritieme fraude.

Met de resolutie werd geregeld dat er een vast nummer aan elk schip werd gekoppeld ter identificatie. Dat nummer dient ongewijzigd te blijven bij de overdracht van een schip, ook naar een ander land, en moet zijn opgenomen in de scheepspapieren, de certificaten die bij elk schip horen.
Het voeren van het nummer werd verplicht door SOLAS regulation XI/3 (aangenomen in 1994), daarbij werd overeengekomen dat het zou gelden voor alle passagiersschepen van 100 ton en groter en alle vrachtschepen van 300 ton en groter. De invoeringsdatum werd gesteld op 1 januari 1996.
In december 2002, op de Diplomatic Conference on Maritime Security, werd besloten het gebruik van het nummer uit te breiden, het ook te gebruiken voor "security" en in de havens. Daarvoor werd SOLAS Regulation XI-1/3 aangepast om het mogelijk te maken dat de scheepsidentificatienummers op een goed zichtbare plaats op het schip dienden te worden aangebracht, op de romp of de opbouw. Bij passagiersschepen moet het nummer ook op een horizontaal vlak worden aangebracht, vanuit de lucht afleesbaar.

## Gebruik
Het grote voordeel van een uniek nummer is dat het schip altijd kan worden gevonden, ook al is het aan een ander land verkocht en/of onder een andere naam is gaan varen. Er zijn veel schepen in de handelsvloot die met het klimmen der jaren niet meer voldoen aan de eisen die de vlaggestaat aan zijn schepen stelt. Zo'n schip wordt doorverkocht aan een uitbater die gevestigd is in een land waar het schip wel voor mag blijven varen. Vaak met minder en minder gekwalificeerd personeel, dat is goedkoper. Dat gaat net zo lang door tot het nergens meer welkom is en moet worden gesloopt. Pas dan vervalt het IMO-nummer.

## Controle
Een IMO-nummer bestaat uit 7 cijfers. Het meest rechtse is een controlegetal. De zes meest linkse getallen dienen elk te worden vermenigvuldigd met een factor die overeenkomt met de plaats van het getal van rechts naar links. Bijvoorbeeld het tweede getal van rechts dient te worden vermenigvuldigd met 2 en het zevende getal van rechts met 7. Het meest rechtse getal van de som der producten is het controlegetal. (Checksum, in het Engels)
Voorbeeld voor IMO 9241061:
9×7 + 2×6 + 4×5 + 1×4 + 0×3 + 6×2 = 63 + 12 + 20 + 4 + 0 + 12 = 111
Het meest rechtse cijfer van 111 is de 1, dat is precies hetzelfde cijfer als het meest rechtse cijfer van het IMO-nummer. Daarmee voldoet dit IMO-nummer aan de controle.